# Liste von Persönlichkeiten der Stadt Weikersheim
Diese Liste von Persönlichkeiten der Stadt Weikersheim zeigt die Bürgermeister, Ehrenbürger, Söhne und Töchter der Stadt Weikersheim und deren Stadtteile (Elpersheim, Haagen, Honsbronn, Laudenbach, Nassau, Neubronn, Queckbronn und Schäftersheim), sowie weitere Persönlichkeiten, die mit Weikersheim verbunden sind. Die Liste erhebt keinen Anspruch auf Vollständigkeit.

## Bürgermeister

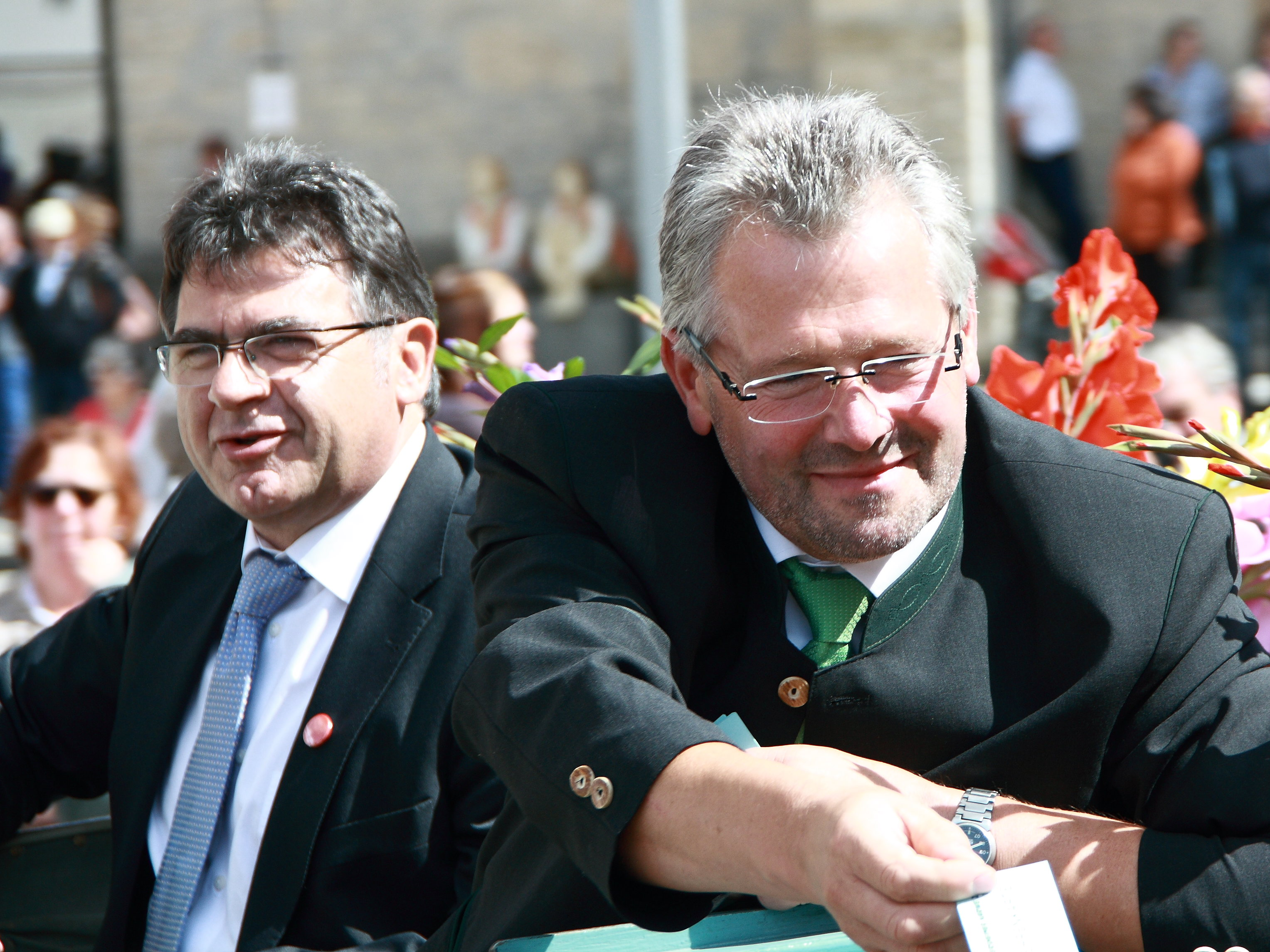
Bürgermeister von 1998 bis 2022, Klaus Kornberger (links)

Folgende Personen waren seit dem Ende des Zweiten Weltkriegs Bürgermeister von Weikersheim:
- Wilhelm Laukhuff (1945–1947)
- Albert Ehninger (1947–1956)
- Kurt Hirsch (1956–1982), parteilos
- Horst Häfner (1982–1998), Freie Wähler
- Klaus Kornberger (1998–2022), Freie Wähler
- Nick Schuppert (seit 2022), SPD

## Ehrenbürger
Folgenden Personen, die sich in besonderer Weise um das Wohl oder das Ansehen der Kommune verdient gemacht haben, verlieh die Stadt Weikersheim das Ehrenbürgerrecht:
- Constantin zu Hohenlohe-Langenburg (1893–1973), Maler, Denkmalpfleger und Museumsleiter[1]

## Söhne und Töchter der Stadt
Folgende Personen wurden in Weikersheim (bzw. in einem Stadtteil des heutigen Stadtgebiets von Weikersheim) geboren:

### 16. Jahrhundert
- Wipert von Finsterlohe († 1503), Domkapitular in den Fürstbistümern Speyer und Würzburg, dessen Epitaph sich im Speyerer Dom erhalten hat. Stammte laut seinem Matrikeleintrag an der Universität Erfurt (1471) aus Laudenbach.
- Hans Gerner (1532), Schultheiß zu Neubronn
- Philipp von Hohenlohe (1550–1606), Graf zu Hohenlohe-Neuenstein

### 17. Jahrhundert
- Lämmle Seligmann (17. Jh.–1742), Hofbankier am Hof von Graf Carl Ludwig in Weikersheim
- Georg Tobias Pistorius (1666–1745), Jurist und Historiker
- Rafael Levi (1685–1779), Mathematiker und Astronom
- Christian Ernst Hanßelmann (1699–1776), Archivar und Archäologe

### 18. Jahrhundert
- Christian Friedrich Georg Meister (1718–1782), Rechtswissenschaftler und Hochschullehrer
- Albrecht Ludwig Friedrich Meister (1724–1788), Mathematiker, Physiker und Hochschullehrer
- Johann Joseph Friedrich Lindner (* um 1730–nach 1789), Flötist der Berliner Hofkapelle
- Roman Hoffstetter (1742–1815), Benediktinermönch und Komponist (geb. in Laudenbach)
- Heinrich zu Hohenlohe-Kirchberg (1788–1859), württembergischer Generalleutnant
- Joseph von Maier, geb. als Josef Rosenthal (1797–1873), Rabbiner in Stuttgart und erster vom württembergischen König geadelter Jude (geboren in Laudenbach)

### 19. Jahrhundert
- Leopold Pfeiffer (1821–1881), Juraprofessor in Tübingen
- Emil Demmler (1843–1922), geboren in Schäftersheim, evangelischer Geistlicher
- Friedrich Bürner (1861–1926), württembergischer Beamter und Oberamtmann
- Heinz Sausele (1862–1938), Heimatdichter und Lyriker in Hohenlohischer Mundart
- Otto Hartmann (1889–1917), Jagdpilot im Ersten Weltkrieg
- Wilhelm Rudolph (1891–1987), Alttestamentler und Orientalist

### 20. Jahrhundert
- JoKarl Huber (1902–1996), bildender Künstler (geb. als Josef Karl Huber in Laudenbach)
- Wilhelm Laukhuff (1903–1981), Unternehmer und Kommunalpolitiker
- Paul Heer (1908–1988), Orgelbauer
- Franz Bertele (1931–2019), Diplomat, Botschafter der Bundesrepublik Deutschland in der DDR und in Israel
- Karl Mündlein (* 1942), Lyriker in Hohenlohischer Mundart
- Michael Marrak (* 1965), Science-Fiction-Autor

## Weitere mit Weikersheim verbundene Persönlichkeiten
- Während der NS-Zeit ermordete Einwohner (1933–1945) von Weikersheim werden in den Artikeln der jüdischen Gemeinden Laudenbach und Weikersheim erwähnt.
- Sabine Bischoff-Wolf (* 1958 als Sabine Bischoff; † 6. März 2013 in Weikersheim),[2][3] Florettfechterin, die deutsche Meisterin und 1984 Olympiasiegerin mit der Mannschaft wurde, arbeitete in Weikersheim als Gymnasiallehrerin.
- Martina Klärle (* 1967 in Creglingen), Ingenieurin für Umweltwissenschaften, Geodäsie und Landmanagement.